# Malam Bacai Sanhá Júnior
Malam Bacai Sanhá Junior (Empada, 19 de Agosto de 1971) conhecido por Bacaizinho é um político guineense. Ele é filho do ex-presidente da Guiné Bissau, Malam Bacai Sanhá.

## Biografia
Nasceu no dia 19 de Agosto de 1971, no setor de Empada, região de Quinara. Licenciado em economia pela Universidade de Havana, Cuba, em 1994. Certificado em estatísticas de empresas, Lisboa 1996 e certificado em Empresariado delivrado pelo PNUD entreprise África a SODIDA, Dakar em 2003. Consultor no gabinete de estudos Afritech Consulting, de 2001 a 2005. No mesmo gabinete, realizou vários estudos de mercado para a implantação de uma rede móvel em Moçambique e o estudo para harmonizar o sistema alfandegário na CEDEAO, em Cabo Verde. Desempenhou função de Assessor económico do falecido Presidente da República, Malam Bacai Sanhá, de 2009 a 2010. Em 2011, diretor-geral do Gabinete de Promoção de Investimento para o Desenvolvimento da Guiné-Bissau. De 2012 a 2014, Conselheiro Económico do Primeiro-ministro de Transição, Rui Duarte de Barros. Foi Secretário de estado das Comunidades de 2019 a 2020 no governo de Aristides Gomes.